# بيتر ماتشادو
بيتر ماتشادو (بالإنجليزية: Peter Machado)‏ هو كاهن كاثوليكي هندي، ولد في 26 مايو 1954 في Honnavar ‏ في الهند.